# Bob Ojeda
Pour les articles homonymes, voir Ojeda.
Robert Michael Ojeda, dit Bob Ojeda, né le 17 décembre 1957 à Los Angeles, Californie, États-Unis, est un ancien joueur de baseball qui évolue en Ligue majeure de baseball de 1980 à 1994. Il remporte la Série mondiale 1986 avec les Mets de New York. Il est l'unique survivant d'un grave accident de bateau qui coûta la vie à deux de ses coéquipiers des Indians de Cleveland lors de la préparation de la saison 1993.

## Carrière
Drafté en 1978 par les Red Sox de Boston, Bob Ojeda passe deux ans en ligues mineures avant de débuter en Ligue majeure le 13 juillet 1980. 
Échangé le 13 novembre 1985 aux Mets de New York, il remporte la Série mondiale en 1986 avec la formation new-yorkaise, qui bat l'ancienne équipe d'Ojeda, les Red Sox. Devenu agent libre en 1992, il signe chez les Indians de Cleveland le 8 décembre 1992.
Le 22 mars 1993, jour de repos du stage de préparation de la saison 1993, trois lanceurs, Bob Ojeda, Tim Crews et Steve Olin et passent la journée en famille en pique-niquant aux abords du lac Little Lake Nellie à Clermont en Floride. À la nuit tombée, les trois lanceurs décident d'aller faire du bateau sur le lac. Le bateau entre en collision à grande vitesse avec un ponton. Olin décède sur le coup. Crews meurt des suites de l'accident, le jour suivant, tandis qu'Ojeda est gravement blessé. Il tente bien un retour sous l'uniforme des Indians (9 matches joués en 1993) puis avec les Yankees de New York en 1994, en disputant deux matches comme lanceur de relève, avant de renoncer.